# Gare d'Anerley
La gare d'Anerley (en anglais : Anerley railway station), est une gare ferroviaire des lignes Principale de Brighton (en) et de l'East London, en zone 4 Travelcard. Elle  est située sur l'Anerley Station Road à Anerley, sur le territoire du  borough londonien de Bromley, dans le Grand Londres.
C'est une gare Network Rail desservie par des trains Southern de National Rail et de l'East London du London Overground de Transport for London.

## Situation ferroviaire
Établie à 52 mètres d'altitude, la gare d'Anerley est située sur : la ligne Principale de Brighton (en) entre les gares de Penge West, en direction des terminus des branches nord  Londres-Victoria et London Bridge, et Norwood Junction, en direction du terminus sud de Brighton ; et la ligne de l'East London entre les gares de Penge West, en direction du terminus de Highbury & Islington, et Norwood Junction, en direction du terminus de West Croydon. Elle dispose de deux quais latéraux desservis par deux voies de la ligne. Deux autres voies traversent le centre de la gare.

Plans : de la ligne et du réseau des transports à Londres
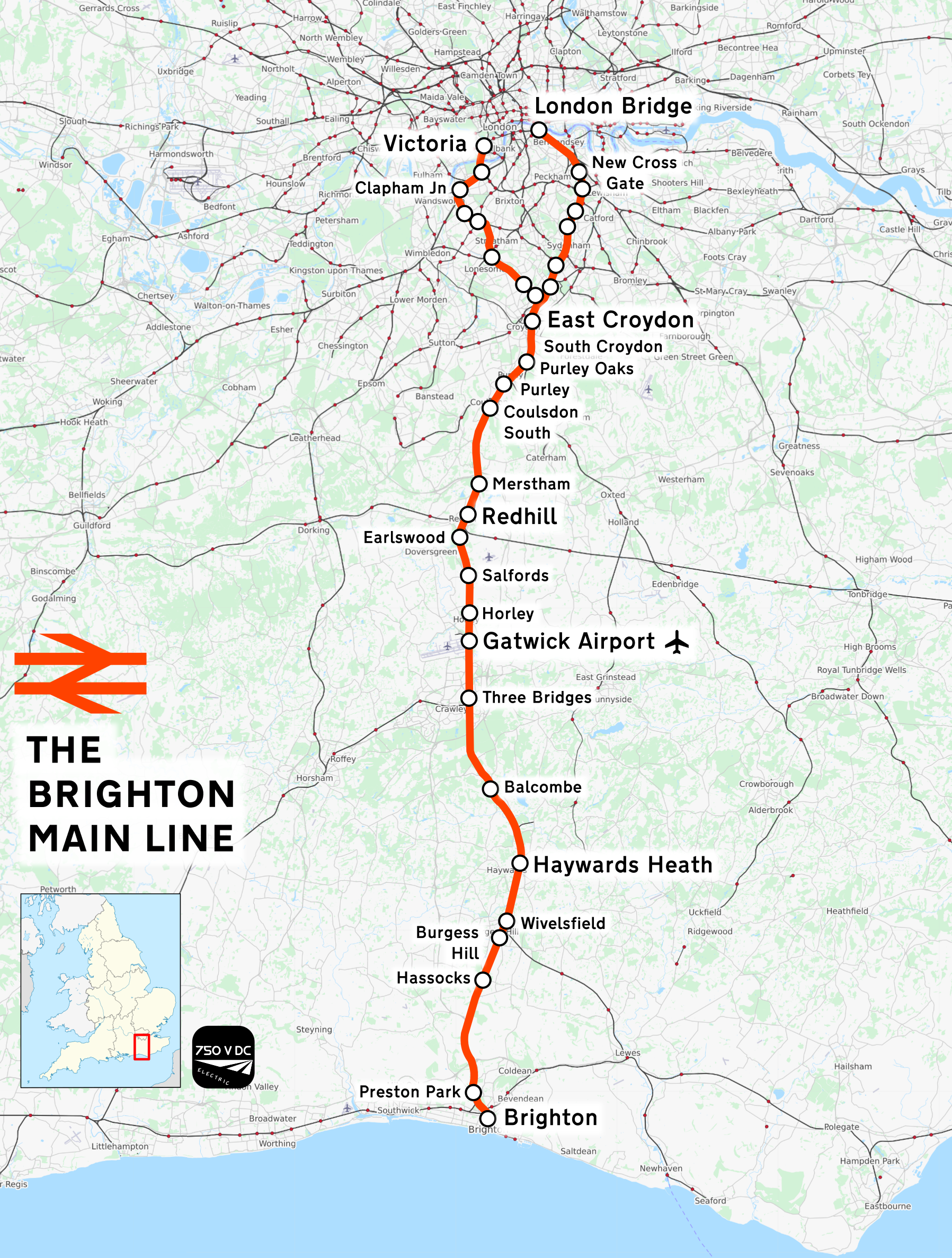
Brighton main line.png.
Réseaux de Londres.

## Histoire
La gare, alors dénommée « Annerley », est mise en service le 5 juin 1839 par le London and Croydon Railway (en), lorsqu'il ouvre la section de la gare de West Croydon (en) à l'embranchement Corbetts Lane Jonction. En 1846 à l'issue d'une fusion la gare intègre le London, Brighton and South Coast Railway (en), qui la reconstruit, en 1849-1850, lors de l'élargissement de la ligne.

## Service des voyageurs

### Accueil
La gare dispose d'une entrée principale sur l'Anerley Station Road à Anerley.

### Desserte
La gare d'Anerley est desservie : par des trains London Overground de la ligne de l'East London, relation entre les gares de Highbury & Islington - West Croydon ; par des trains  Southern en provenance ou à destination des gares de : East Croydon, Highbury & Islington, London Bridge et West Croydon.

Installations.
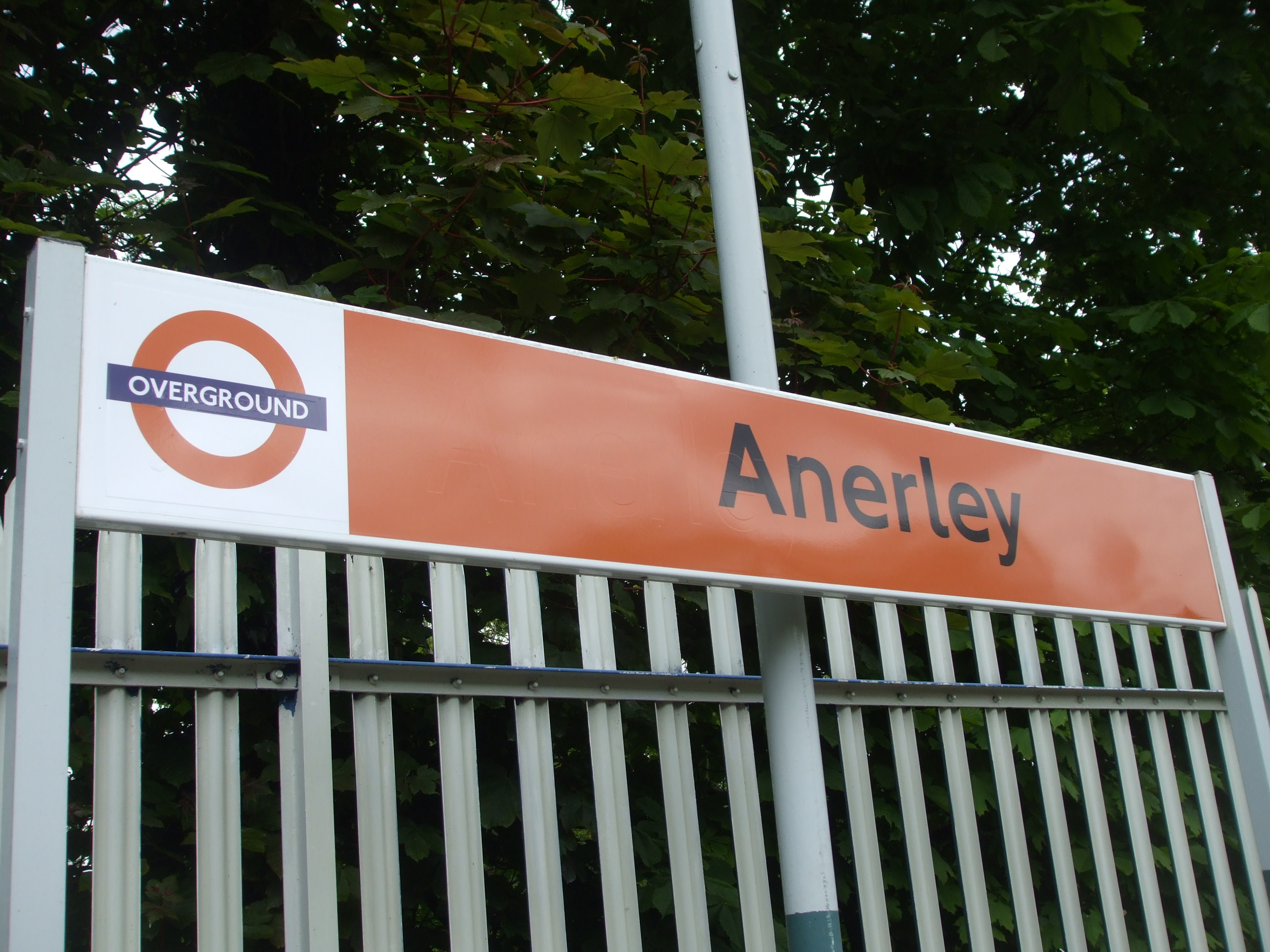
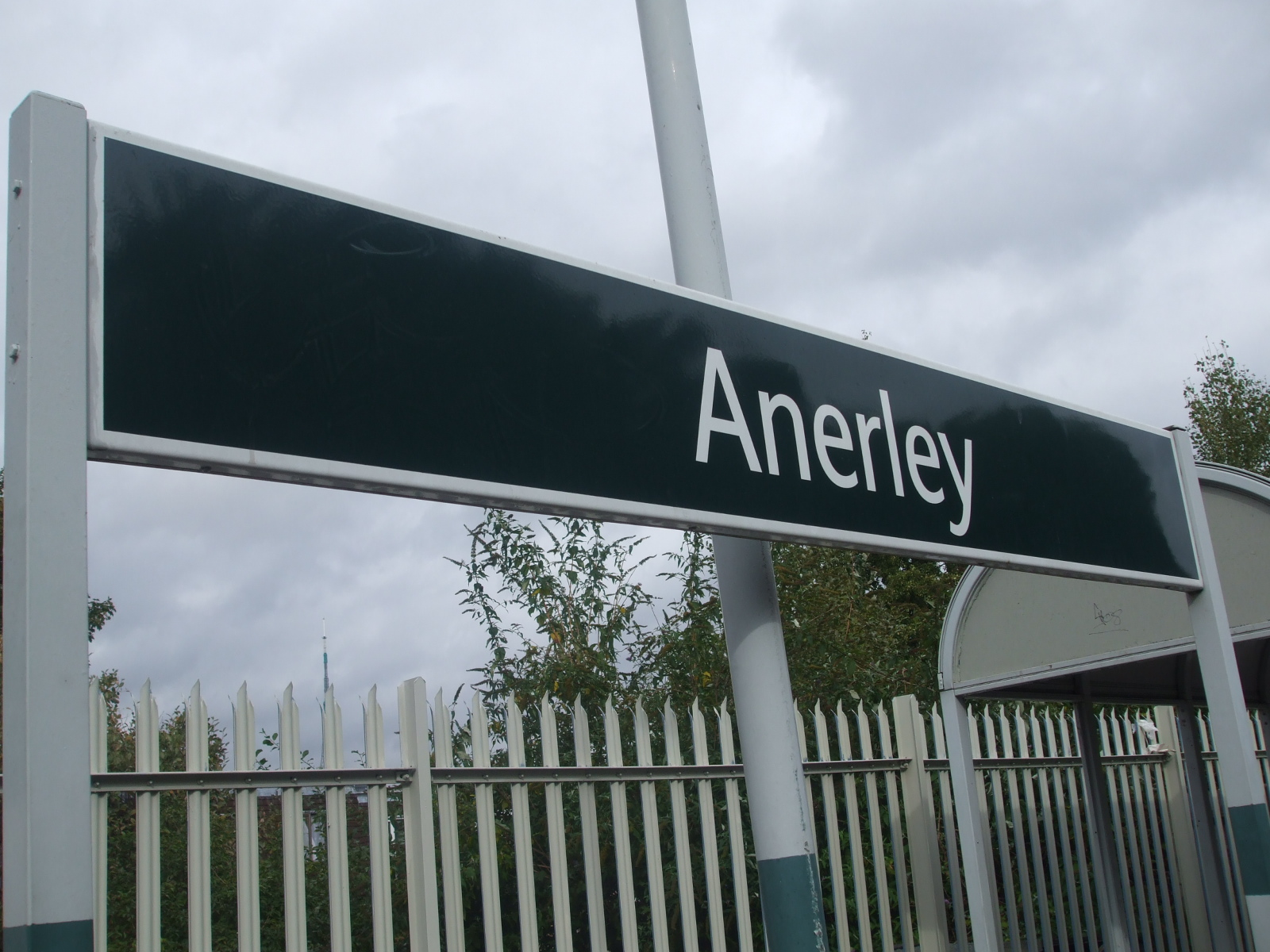
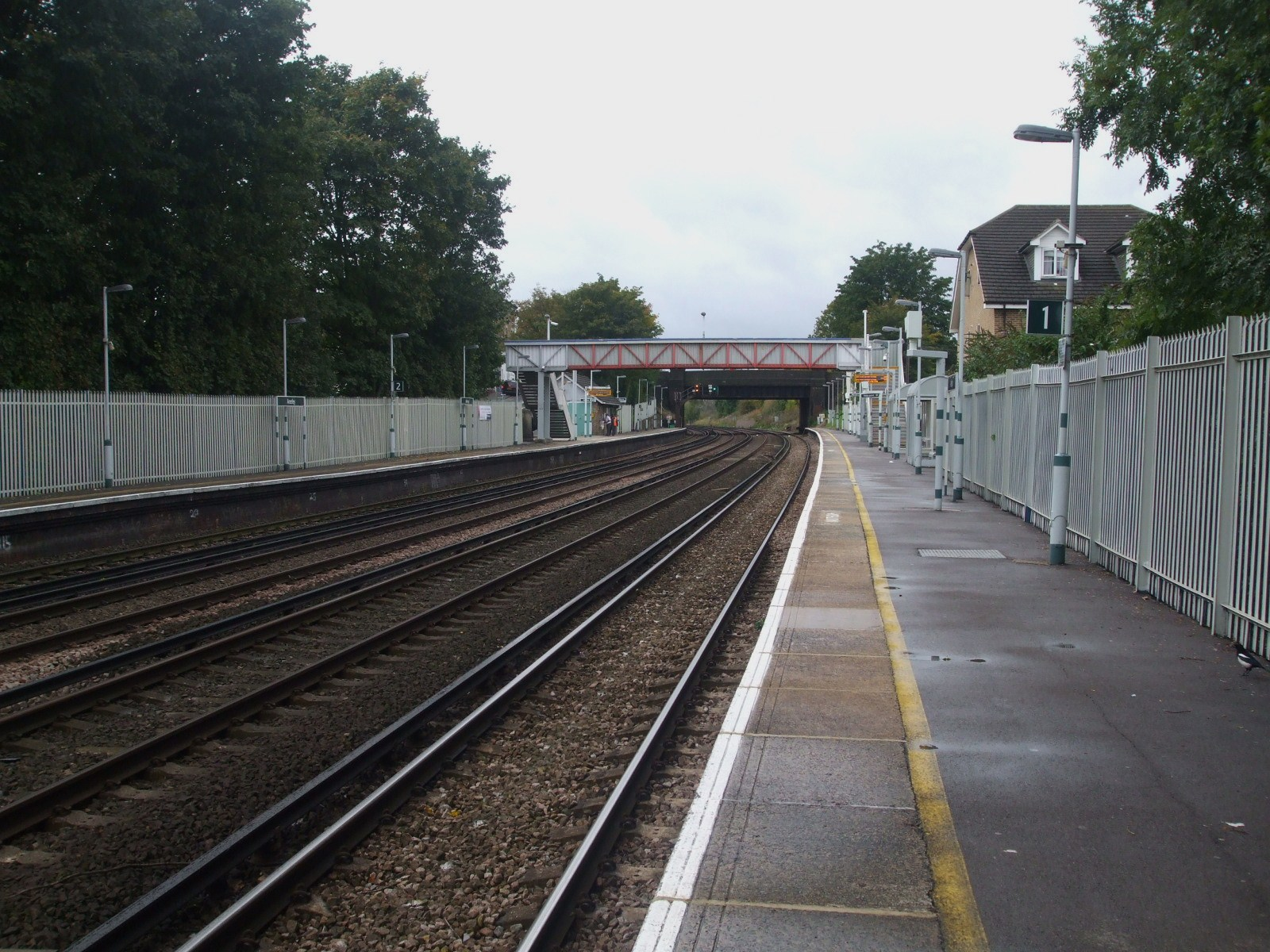

### Intermodalité
La gare est desservie par des lignes des autobus de Londres : 249 et 432.